# Tommaso Russo
Tommaso Russo (Marcianise, 31 agosto 1971) è un ex pugile italiano, olimpionico alle Olimpiadi di Barcellona 1992 e campione del mondo di pugilato dilettanti nel 1991.

## Carriera
Russo nasce a Marcianise e si avvicina a dieci anni al pugilato nella palestra Pietro Zinzi guidata dal maestro Salvatore Bizzarro. A 16 anni entra nella nazionale dilettanti e, nel 1990 è campione d’Italia dei pesi medi.
Veste la maglia azzurra ai campionati europei di Göteborg del maggio 1991 ma perde ai punti (20:15) dal polacco Robert Buda che poi vincerà la medaglia di bronzo.
Nel luglio dello stesso anno ai Giochi del Mediterraneo di Atene perde in semifinale ai punti dal più esperto algerino Ahmed Dine ma conquista la medaglia di bronzo.
Nel novembre 1991, a Sydney prende parte ai  Campionati mondiali di pugilato dilettanti. Supera per KO al primo turno il britannico Mark Edwards atterrandolo tre volte nello stesso round. Si prende la rivincita ai punti sull'algerino Ahmed Dine (22:14). Batte in semifinale il canadese Chris Johnson (27:21) e, infine, conquista la medaglia d’oro battendo il sovietico Alexander Lebsjak (22:17). È il primo italiano a vincere il Campionato del mondo dilettanti e lo rimarrà sino al 2007 quando lo affiancheranno il casertano Clemente Russo, nei pesi massimi e il milanese Roberto Cammarelle, nei supermassimi. 
Grazie alla vittoria "mondiale", Russo gareggia come favorito alle Olimpiadi di Barcellona 1992. Trova però nuovamente sulla sua strada l'algerino Dine. Questi, conoscendolo, prende in mano l'iniziativa al primo round, aggiudicandoselo. A questo punto erge un muro difensivo quasi invalicabile per Russo. Pur mostrando una boxe migliore, le macchinette segnapunti di recente introduzione penalizzano il pugile italiano che è eliminato per 22:14.
Dopo le Olimpiadi non passa al professionismo ma entra nello staff del tecnico della nazionale Franco Falcinelli che affianca come preparatore dei pugili. Successivamente si impiega come camionista.